# Мансур бін Заєд аль-Нахаян
Мансур бін Заєд аль-Нахаян (араб. منصور بن زايد آل نهيان), більш відомий як шейх Мансур (нар. 5 серпня 1971, Абу-Дабі, ОАЕ) — член правлячої королівської сім'ї емірату Абу-Дабі (єдинокровний брат Халіфа бін Заєда аль-Нахаяна), одружений з дочкою правителя Дубаю шейха Мохаммеда аль-Мактума, власник компанії ADUG, власник футбольного клубу «Манчестер Сіті». Купив команду в 2008 році, придбавши 90 % акцій у колишнього власника Чиннавати, викупивши через рік інші 10 %.

## Дитинство і юність
П'ятий син еміра Абу-Дабі Заїда ібн-Султана аль-Нахайна від дружини Фатіми (Fatima), Мансур закінчив середню школу на батьківщині й вирушив здобувати вищу освіту до США, де в 1993 році здобув ступінь бакалавра політології.

## Політична кар'єра
У 1997 році він був призначений головою канцелярії Президента ОАЕ, яким тоді був його батько Зайд II. Після смерті батька президентом  став його старший зведений брат Халіфа II, який призначив його першим Міністром президентських справ ОАЕ (Minister of Presidential Affairs of the United Arab Emirates) (ця посада була створена в результаті злиття канцелярії Президента і Президентської палати (Presidential Court). Також Мансур займав ряд посад в Абу-Дабі в підтримку свого брата принца Мохаммеда бін Заєда аль-Нахаяна.
Мансур був призначений головою Ради міністрів забезпечення (Ministerial Council for Services), що вважається міністерським органом при кабінеті міністрів, до складу якого входить низка міністрів, які очолюють допоміжні міністерства.
З 2000 року він очолив Національний центр документації та досліджень (en:National Center for Documentation and Research).
У 2005 році став заступником голови Ради освіти Абу-Дабі (Abu Dhabi Education Council, ADEC), головою Фонду Еміратів (Emirates Foundation), Управління Абу-Дабі з контролю за якістю продуктів (Abu Dhabi Food Control Authority) та Фонду розвитку Абу-Дабі (Abu Dhabi Fund for Development). У 2006 році він очолив Міністерство юстиції Абу-Дабі (Abu Dhabi Judicial Department).
У 2007 році призначений головою Благодійного фонду Халіфа бін Заєда (Khalifa bin Zayed Charity Foundation).
Мансур ібн Заєд аль-Нахаян був головою First Gulf Bank (First Gulf Bank) до 2006 року, а також членом опікунської ради Благодійного і гуманітарного фонду Заєда (Zayed Charitable and Humanitarian Foundation). Він заснував стипендіальні програми навчання студентів з ОАЕ за кордоном. Завдяки своєму захопленню спортом, є головою Управління ОАЕ з кінних перегонів (Emirates Horse Racing Authority, EHRA).
Політичний та діловий вплив Мансура такий великий, що деякі ЗМІ навіть повідомили, що президент США Барак Обама внесений в «швидкий набір» на його телефоні.

## Захоплення спортом
Шейх Мансур — хороший наїзник, виграв ряд турнірів Endurance Racing, що проводяться на Близькому Сході, є головою Управління ОАЕ з кінних перегонів (Emirates Horse Racing Authority).
Під його заступництвом проводяться щорічні змагання з шосейного бігу в Абу-Дабі: Міжнародний півмарафон імені Заєда (en:Zayed International Half Marathon).
У 2008 році купив футбольний клуб «Манчестер Сіті», придбавши 90 % акцій у колишнього власника Чиннавати, а через рік викупив решту 10 %. Також йому належать 80 % акцій австралійського «Мельбурн Сіті» і американського «Нью-Йорк Сіті». Крім цих футбольних клубів йому ще належить місцева «Аль-Джазіра».

## Родина
В середині 1990-х одружився з Алією бінт Мохаммед ібн Бутті аль-Хамед ( Alia bint Mohammed bin Butti Al Hamed). Від неї у нього один син — Зайд.
У травні 2005 року одружився з дочкою правителя Дубая Мохаммеда аль-Мактума Мана бінт Мохаммед ібн Рашид аль-Мактум (Sheikha Manal bint Mohammed bin Rashid Al Maktoum), президентом Організації жінок Дубая (Dubai Women Establishment). У цьому шлюбі народилися дочка Фатіма (нар. 9 червня 2006) і два сини: Мохаммед (нар. 4 грудня 2007) і Хамдан (нар. 21 червня 2011).